# Stephenie Meyerová
Stephenie Meyerová (* 24. prosince 1973, Hartford, Connecticut, USA) je americká spisovatelka. Vyrůstala ve Phoenixu se svými pěti sourozenci. Je vdaná a má tři syny. Sama psala již jako matka třech ještě ani ne desetiletých kluků. K první knize Stmívání získala inspiraci ze snu. 6. května 2008 vydala román pro dospělé Hostitel.

## Život
Stephenie Meyerová se narodila v Hartfordu Stephenovi a Candy Morganovým. Vyrostla ve Phoenixu (Arizona-jako filmová Bella) s pěti sourozenci: Sethem, Emily, Jacobem, Paulem a Heidi (všechna tato jména se vyskytují v sáze Stmívání) . Navštěvovala (Chaparral High School) střední školu ve Scottsdale (Arizona) a (Brigham Young University) v Provo (Utah). Získala (B.A.) bakaláře svobodných umění v roce 1995. Stephenie potkala svého manžela, přezdívaného „Pancho“, když vyrůstala v Arizoně. Vzali se roku 1994 a mají spolu tři syny: Gabeho, Setha a Eliho.

## SérieStmívání
Stephanie Meyerová se proslavila velmi úspěšnou sérií Stmívání (Twilight). Je to fantasy romance určená pro dospívající mládež. Příběh je o 17leté dívce Isabelle Swanové, která se zamiluje do svého spolužáka upíra Edwarda Cullena. Dílo je psáno z pohledu hlavní hrdinky Belly Swanové. Série Stmívání byla přeložena do 37 různých jazyků a prodalo se více než 25 milionů výtisků po celém světě.
Stephenie řekla, že na myšlenku Stmívání přišla ve snu 2. června 2003. Sen byl o lidské dívce a upírovi, kteří se do sebe zamilovali, ale velice toužil po její krvi. Na základě tohoto snu Meyerová napsala záznam, který je teď v knize 13. kapitolou. Navzdory tomu, že měla se psaním velice málo zkušeností, proměnila svůj sen během tří měsíců v kompletní bestselerový román. Po napsání a vydání románu podepsala dohodu se společností (Little, Brown and Company) na 750 tisíc dolarů. Kniha vyšla v roce 2005.
Následoval úspěch knihy a Stephenie rozšířila sérii o další tři knihy: Nový měsíc, Zatmění a Rozbřesk.
Při dokončení Rozbřesku Meyerová naznačila, že by kniha měla být poslední část vyprávěná z pohledu Belly. Midnight Sun měl vyprávět události ze Stmívání, ale z pohledu Edwarda. Stephenie doufala, že Midnight Sun bude publikovat krátký čas po Rozbřesku, ale na veřejnost pronikly její dozatím napsané kapitoly a Meyerová odložila Midnight Sun na neurčito.

### Jednotlivé díly
- Stmívání (Twilight) – 2005
- Nový měsíc (New Moon) – 2006
- Zatmění (Eclipse) – 2007
- Rozbřesk (Breaking Dawn) – 2008
- Krátký druhý život Bree Tannerové (The second short life of Bree Tanner) – 2009

#### Stmívání
Hlavní postavou románu je na začátku sedmnáctiletá Isabella Swanová, která se stěhuje do malého městečka Forks ke svému otci Charliemu, kde se znovu shledá se svým kamarádem z dětství Jacobem Blackem, který žije se svým otcem, jenž je přítel Charlieho v Quiletské rezervaci. Zdá se jí, že na světě neexistuje nudnější a beznadějnější místo – až dokud nepotká tajuplného a přitažlivého Edwarda Cullena, který doslova obrátí její život vzhůru nohama. Do Bellina příjezdu Edward úspěšně tajil před obyvateli městečka svou upírskou osobnost. Cullenovi jsou ale jiní, mírumilovní k lidskému životu a proto nepijí krev lidí, ale pouze zvířat. Jsou upírští "vegetariáni" Ale nikdo není v bezpečí, zvláště Isabella, člověk, který je Edwardovi nejdražší a kterou Edward velmi miluje. Bella se také seznámí s rodinou Edwarda, kterou má velmi ráda. Edwardovou matkou pro "praktické účely" Esmé, Otcem a doktorem Carlislem, Hodnou a krásnou Alice, která vidí budoucnost a jejím mužem Jasperem ,který má dar ovlivňovat náladu, jejich sourozenci Rosalie a jejím mužem Emmettem. Sám Edward umí číst myšlenky. Všichni jsou velmi krásní. O rodině se říká že všichni jsou adoptivní děti doktora Carlislea a jeho ženy Esmé. Milenci však balancují na ostří nože – mezi touhou a hrozným nebezpečím. Autorka zde kombinuje milostný příběh s fantastickými prvky a neuvěřitelnými zápletkami.

#### Nový měsíc
Edward od Belly odejde, jelikož si myslí, že pokud je s ním, jde ji o život. Opustí ji a celá jeho rodina se odstěhuje. Bela hodně trpí , ale skamarádí se s Jacobem. Ten se později stane vlkodlakem a bojí se to říct Belle. V La Push je celá smečka vlkodlaků, ale tito vlkodlaci jsou tu proto, aby ochraňovali lidi před upíry. Jacob Belle napoví a jí dojde, že je vlkodlak. Smečku v La Push vede Sam , který je tzv. Alfa. Mezitím Bellu bude chtít připravit o život Laurent, avšak Samova smečka ho zabije. Bella slyší Edwardův hlas, pokud ji hrozí nebezpečí např. když se uhodí do hlavy, pádem z motorky. Proto seskočí z útesu, Jacob ji zachrání, ale Alice má vizi, že je Bella mrtvá, proto jede do Forks přesvědčit se, jestli je to pravda. Edward mezitím jede do italské Volterry poprosit o smrt nejmocnější upíří rodinu na světě – Volturiovy. Ti však Edwarda nezabijí, a proto se Edward rozhodne v pravé poledne předstoupit před hodiny na náměstí polonahý, jelikož jeho kůže je na světle zářivá, chce upoutat pozornost, aby ho Volturiové zabili. Alice řekne Belle, co viděla a obě letí do Itálie. Bella Edwarda zachrání a Volturiové jim neublíží. Nikdo kromě Laurenta nebyl zabit, jen Jacobovi bylo ublíženo, protože se do Belly zakoukal.

#### Zatmění
Zatmění (Eclipse) je třetí pokračování o Isabelle Swanové a Edwardu Cullenovi. Příběh začíná zjištěním, že Seattle sužuje řetězec neobjasněných vražd, které jsou podle Edwarda způsobeny novorozenými upíry, kteří neovládají svou žízeň. Edward s Bellou posílají přihlášky na vysoké školy. Bella Edwardovi oznamuje, že chce opět vidět svého nejlepšího přítele (vlkodlaka) Jacoba. Edward si však myslí, že je to pro Bellu nebezpečné. Mezitím má Alice Cullenová vidinu, že je Victorie zpět ve městě a jde po Belle. Edward se o Bellu bojí a proto uzavírá dohodu s Jacobem. Bella tak tráví čas, který není s Edwardem v rezervaci u vlkodlaků. Bella připomíná svou žádost o přeměnu v upíra. Edward to zpočátku odmítá, vysvětluje Belle, že by ji mohl velice snadno zabít. Nakonec souhlasí pod podmínkou, že se za něho Bella provdá. Navzdory odporu ke sňatku si Bella uvědomuje, že strávená věčnost s Edwardem je důležitější než cokoli jiného. K Forks se blíží armáda novorozených upírů, kteří jsou ovládáni Victorií. Na bitvu se ke Cullenovým připojují i vlkodlaci. A aby toho nebylo málo k Forks se blíží Volturiovi, kteří se chtějí přesvědčit, že byli všichni novorození zničeni. Nastává problém, protože Volturiovi netolerují vlkodlaky a navíc Bella ještě není přeměněna v upíra. Což byla podmínka, kterou Volturiovi stanovili v Itálii Edwardovi (v 2. díle – New Moon), jinak by byla Bella zabita, protože ví o existenci upírů.

#### Rozbřesk
Poslední díl Rozbřesk (Breaking Dawn) začíná velkolepou svatbou Belly a Edwarda. Po ní novomanželé odjíždějí na líbánky, které stráví na ostrově zapůjčeném od Esmé. Bella na líbánkách otěhotní a vrací se s Edwardem okamžitě zpět. Malý poloupír v jejím těle roste mnohonásobně rychleji než normální dítě a také má ohromnou sílu. Láme Belle žebra a způsobuje jí mnohá zranění. Právě onen „plod“ vyvolá velké hádky mezi vlkodlaky, kteří jsou přesvědčeni že jej musí zabít. Vlkodlak Jacob Black, Bellin přítel se od smečky oddělí, aby mohl Bellu chránit. Bellin stav se mezitím velmi zhoršuje, ale tím více se upevňuje její přátelství s Edwardovou sestrou Rosalii. Ta jí v těhotenství velmi podporuje. Bella je brzy přinucena pít krev z hrnku, aby dodávala potravu i svému dítěti. To jí ale při jednom špatném pohybu nalomí páteř. Bella Swann stihne porodit krásnou poloupírku Renesmé a Edward svou polomrtvou manželku promění na upíra. Jacob se otiskne do Renesme a dá ji přezdívku nessie. Začíná šťastný život malé rodinky. Idylka ale netrvá dlouho. Italský královský klan upírů Volturiovi se dozví o malé poloupírce Renesmé a kvůli nedostatku informací se domnívají, že je to nesmrtelné dítě. Klan se vydává rodinu Cullenů potrestat. Tak vypukne malá válka mezi upíry. Bella díky své schopnosti štítu ochrání všechny přátele a ti mají čas Volturiovým dokázat že Renesmé je dítě Belly a Edwarda, které neustále roste. Celá sága tímto šťastně končí a Cullenům začíná šťastný život „až navěky“.(forever)

#### Krátký druhý život Bree Tannerové
Velmi očekávaná novela doplňující ságu Stmívání, kterou Stephenie Meyerová napsala na popud mnoha otázek týkajících se postavy novorozené upírky Bree Tannerová, která se objevuje ve třetím díle ságy (Zatmění), podává pohled na události v životě novorozeného upíra z druhé strany, než je pohled Belly.
V další neodolatelné kombinaci nebezpečí, tajemství a romantiky rozehrává Stephenie Meyerová strhující příběh Bree Tannerové, členky armády novorozených, kteří se připravují k útoku na Bellu Swanovou a Cullenovy a na nevyhnutelný střet, jenž přinese tragické vyvrcholení.
Bree Tannerová si život, který žila předtím, než získala dokonalé smysly, nadlidské reflexy, ohromnou sílu a neodolatelnou touhu po krvi, sotva pamatuje. Zato ví, že život, který žije s ostatními novorozenými upíry, má několik jistot a několik pravidel: hlídej si záda, nepřitahuj na sebe pozornost a hlavně to stihni domů do úsvitu, jinak zemřeš.
Bree získává mezi novorozenými nečekaného spojence a přítele v Diegovi , který se stejně jako ona snaží zjistit něco víc o jejich stvořitelce. Jakmile si oba uvědomí, že novorození jsou jen figurky v partii větší, než si vůbec dokázali představit, musí se Bree a Diego rozhodnout, na kterou stranu se postaví a komu budou věřit. Ale když je všechno, co víš o upírech, založeno na lži, jak poznáš pravdu?

#### Půlnoční slunce
Stephenie napsala ještě poslední díl k Twilight serii, ale ještě před dokončením se její dílo objevilo na internetu. Stephenie tedy odložila psaní na neurčito, protože jí velice mrzelo, jak bylo její dílo zneužito. Půlnoční slunce by ale měl být stejný příběh jako první díl Stmívání, jen z pohledu upíra Edwarda Cullena.
Dne 4. května 2020 oficiální uvedla na svých stránkách stepheniemeyer.com, že dopsala tuto knihu a ta vyjde 4. srpna 2020 v anglické verzi.

## The Host
V květnu 2008 vyšla Stephenie kniha s názvem The Host. Je to její první sci-fi kniha určená dospělým. I když je to sci-fi, kniha jistě přitáhne i řadu čtenářů, kteří zrovna tomuto žánru neholdují. Americké vydání knihy má 617 stran a 59 kapitol.
Příběh se odehrává v současnosti. Lidi napadli mimozemšťané tzv. Duše a lidé svojí bitvu prohráli. Duše vnikne do lidského těla a přebere nad ním úplnou kontrolu. Příběh vypráví mimozemšťanka Poutnice (Wanda), které bylo svěřeno tělo Melanie Stryderové. Melanie byla jedna z mála přežívajích rebelů a proto Poutnici vzdoruje a stále chce převzít kontrolu nad svým tělem. Správně by měla tělo Melanie opustit, ale nemůže se odprostit od vzpomínek na svou lásku – Jareda. Plní hlavu Poutnice (Wandy) různými vzpomínkami, city… Ta nemůže Melaniin hlas utišit. Navíc sama cítí její lasku k Jaredovi a tak se rozhodne Melanii pomoci najít jeho i svého mladšího bratra Jamieho. Dostane se do úkrytu rebelů kde se zpočátku setkává s velkým odporem, časem zde však najde nejen přátele ale i lásku a jako jedna z mála duší pomáhá domorodým obyvatelům v jejich boji proti vlastnímu druhu.
V České republice vyšel pod jménem Hostitel.

## Film
V roce 2008 byl podle prvního dílu románové tetralogie Stmívání natočen film. V hlavní roli Belly Swanové se představila Kristen Stewart. Role Bellina partnera Edwarda Cullena se zhostil Robert Pattinson, který si mj. zahrál i ve čtvrtém dílu Harryho Pottera – Harry Potter a Ohnivý pohár (Cedric Diggory). Filmová podoba románu byla úspěšná v amerických i mimoamerických kinech. Další díl Twilight Ságy s názvem New Moon (Nový měsíc) přišel do našich kin 26. listopadu 2009 a třetí díl Zatmění 30. června. Natáčení každého dílu se ujal pokaždé jiný režisér. U Stmívání to byla Catherine Hardwicke (Třináctka, Příběh Zrození), Nový Měsíc realizoval Chris Weitz (Zlatý Kompas, Prci prci prcičky) a třetí film zrežíroval David Slade (30 dní dlouhá noc, V pasti). Poslední díl Rozbřesk (který je rozdělen na dvě části) režíruje Bill Condon. Nový Měsíc i Zatmění vydělaly za první víkend jejich promítání přes miliardu korun.